# برادبري نورتن
برادبري نورتن (23 أغسطس 1834 - 21 فبراير 1917) (بالإنجليزية: Bradbury Norton)‏ هو لاعب كريكت بريطاني.

## وصلات خارجية
- برادبري نورتن على موقع إي آس بي آن كريك إنفو (الإنجليزية)